# Hải Diêm
Hải Diêm (chữ Hán phồn thể:海鹽縣, chữ Hán giản thể: 海盐县, âm Hán Việt: Hải Diêm huyện) là một huyện thuộc địa cấp thị Gia Hưng, tỉnh Chiết Giang, Cộng hòa Nhân dân Trung Hoa. Hải Diêm có diện tích 503 km², dân số 370.000 người. Mã số bưu chính là 314300. Chính quyền huyện đóng ở 118, đường Tảo Viên Trung, trấn Vũ Nguyên. Về mặt hành chính, huyện Hải Diêm được chia ra 8 trấn. Tổng cộng có 13 xã khu, 11 khu cư dân, 102 ủy ban thôn
Các trấn: Vũ Nguyên, Bách Bộ, Thái Sơn, Trầm Đãng, Tây Đường Kiều, Cảm Phổ, Vu Thành, Thông Nguyên.